# Chinu Modi
Pour les articles homonymes, voir Modi.
Chinu Chandulal Modi (gujarati : ચિનુ મોદી), connu sous le nom de plume d'Irshad (gujarati : ઈર્શાદ), né le 30 septembre 1939 à Vijapur (Gujarat) et mort le 19 mars 2017  à Ahmedabad (Gujarat), est un poète indien de langue gujarati, aussi romancier, nouvelliste et critique.

## Biographie

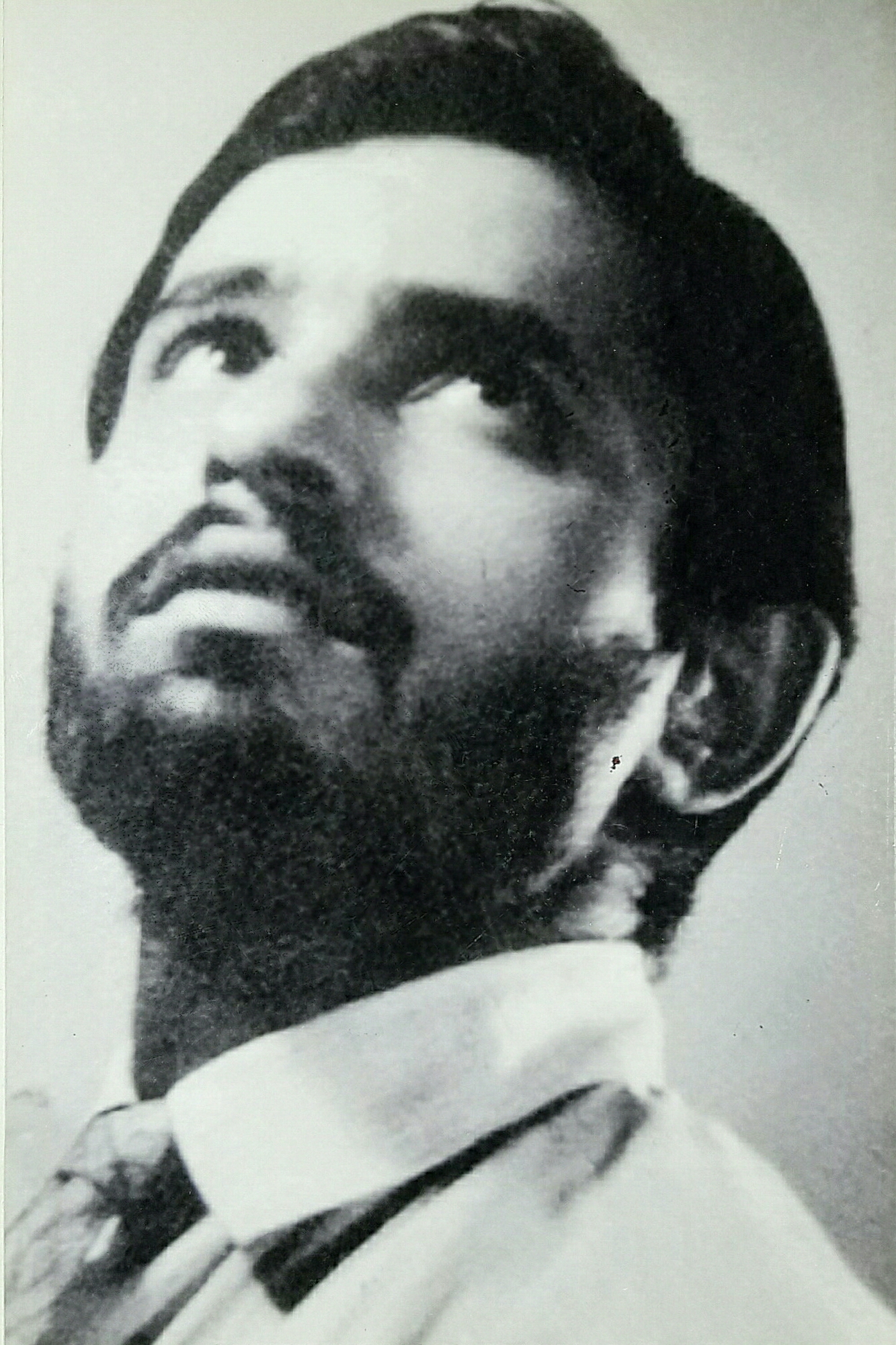
Chinu Modi jeune.